# Stefan Brinkmann
Stefan Jens Brinkmann (* 7. Dezember 1975 in München) ist ein deutscher Lyriker, auch bekannt unter dem Pseudonym „Nachtpoet“.

## Wirken
Brinkmann begann im Alter von 15 Jahren zu dichten. 2002 veröffentlichte er zwei Gedichtbände und las ab 2003 aus ihnen. Phase III produzierte zusammen mit Brinkmann und mehreren Interpreten 2006 das Album nach|t|vertont unter Verwendung von 23 Gedichten Brinkmanns. Zusammen mit der aktuellen Alev-Sängerin Alexandra Janzen entwickelte Brinkmann das musikalische Poesieprogramm „NachtPoet & Nachtigall“. Der Münchner Musiker und Produzent Roman Bichler (Lennart/Spif Anderson) transferierte zusammen mit Patrick Ganster Brinkmanns Novelle Der Himmelstrum in die Gegenwart für das erste Album The Golden Cage des gemeinsamen Duo-Projektes Lennart vs. PatrickGanster.

## Veröffentlichungen
- Traumblasen – Gedichte und Gedanken des Nachtpoeten, Karlsruhe, ISBN 978-3-936631-00-5
- Traumschnuppen – Gedichte und Gedanken des Nachtpoeten, Karlsruhe, ISBN 978-3-936631-01-2
- nach|t|vertont (Konzept-Hörbuch, zusammen mit Phase III u. a.; Consequence Records, 2006)

### nach|t|vertont
| Nr. | Titel                     | Musik                      | Interpreten | Länge |
| --- | ------------------------- | -------------------------- | --- | ----- |
| 1.  | Der Spielmann             | Florian Schwartz           | Stefan Brinkmann/ Instrumente: Florian Schwartz • Graf Tarek • Spif Anderson                                       |       |
| 2.  | Marionette                | Spif Anderson              | Florian Wagner • Eve/ Instrumente: Stefan Koglek und • Spif Anderson                                               |       |
| 3.  | Handschrift               | Spif Anderson              | S.T.E.F.F.E.N. • Susi/ Instrumente: Spif Anderson                                                                  |       |
| 4.  | Answer to the Love Thief  | Spif Anderson              | Lorenzo Torres • Danah/ Instrumente: Stefan Koglek • Spif Anderson                                                 |       |
| 5.  | Spieglein                 | Spif Anderson              | Georgia Renner • Michaila Kühnemann/ Instrumente: Florian Schwartz • Steve Hooks • Spif Anderson                   |       |
| 6.  | Der Joker                 | Spif Anderson              | Florian Wagner/ Instrumente: Gregor Bürger • Spif Anderson                                                         |       |
| 7.  | The Fool                  | Spif Anderson              | David M. Williamson • Rüdiger Knapp/ Instrumente: Stefan Koglek • Spif Anderson                                    |       |
| 8.  | Das Mahl                  | Spif Anderson              | Graf Tarek • Michaila Kühnemann/ Instrumente: Stefan Koglek • Danah • Spif Anderson                                |       |
| 9.  | Schönheit der Melancholie | Spif Anderson              | Klaus B. Wolf • Eve/ Instrumente: Spif Anderson                                                                    |       |
| 10. | Mein kleines Leben        | Spif Anderson • Ivan Hajek | Rüdiger Knapp/ Instrumente: Ivan Hajek • Spif Anderson                                                             |       |
| 11. | Rainy Night               | Spif Anderson              | Paul Graham Brown • Lorenzo Torres • Klaus B. Wolf/ Instrumente: Stefan Koglek • Paul Graham Brown • Spif Anderson |       |
| 12. | Zwischen Tag und Nacht    | Spif Anderson              | Chrys • Eve/ Effekte: Thomas Mutschein/ Instrumente: Stefan Koglek • Spif Anderson                                 |       |
| 13. | Herz aus Gold             | Spif Anderson              | Pogo Gomorrha/ Instrumente: Stefan Koglek • Spif Anderson                                                          |       |
| 14. | Am Ende                   | Spif Anderson              | Klaus B. Wolf • Eve • Rüdiger Knapp/ Instrumente: Gregor Bürger • Spif Anderson                                    |       |

Rezensionen

„Insgesamt 20 Interpreten und Musiker haben sich an diesem Projekt beteiligt. Im Gegensatz zu einem gängigen Hörbuch sind bei „nachTvertont“ sehr viele und teils sehr unterschiedliche Songs entstanden – das Ziel war es, die Stimmungen der Texte einzufangen und dem Hörer eine abwechslungsreiche und spannende 60-Minuten-CD zu bieten.“